# Ricardo Benaim
Ricardo Benaim (Caracas - Venezuela, 30 de junio de 1949), artista y creador visual venezolano, con una fructífera y consecuente trayectoria en el espacio de las artes visuales venezolanas y sobre todo en el continente suramericano.

## Biografía
Egresado del Instituto de Diseño Neumann de Caracas en 1972, estudió técnicas de grabado en el Atelier 63 de París entre los años 1980-82 y desde esa fecha hasta 1986 ingresa en el Pratt Graphic Center de Nueva York, donde también se desempeñó como docente durante 5 años.
Ha representado a Venezuela en la I Bienal del Mercosur; IV y VI Bienal de La Habana, IV y VII Bienal del Caribe en Santo Domingo; IV y XIII Bienal de Cuenca; I y II Bienal Iberoamericana de Lima; III y IV Bienal Barro de América en Caracas y São Paulo.   
Su obra está representada en diversos museos e instituciones públicas y privadas, entre las que se encuentran: Galería de Arte Nacional, Caracas; Museo de Bellas Artes, Caracas; Museo de Arte Contemporáneo de Caracas; Museo de Arte Moderno Jesús Soto, Ciudad Bolívar; Museo de Arte Moderno de Nueva York; Museo de Arte Moderno de Bogotá; Museo de Arte Contemporáneo de Lima, Museo e la OEA, Washington; Colección Banco Mercantil y Colección Fundación Polar.

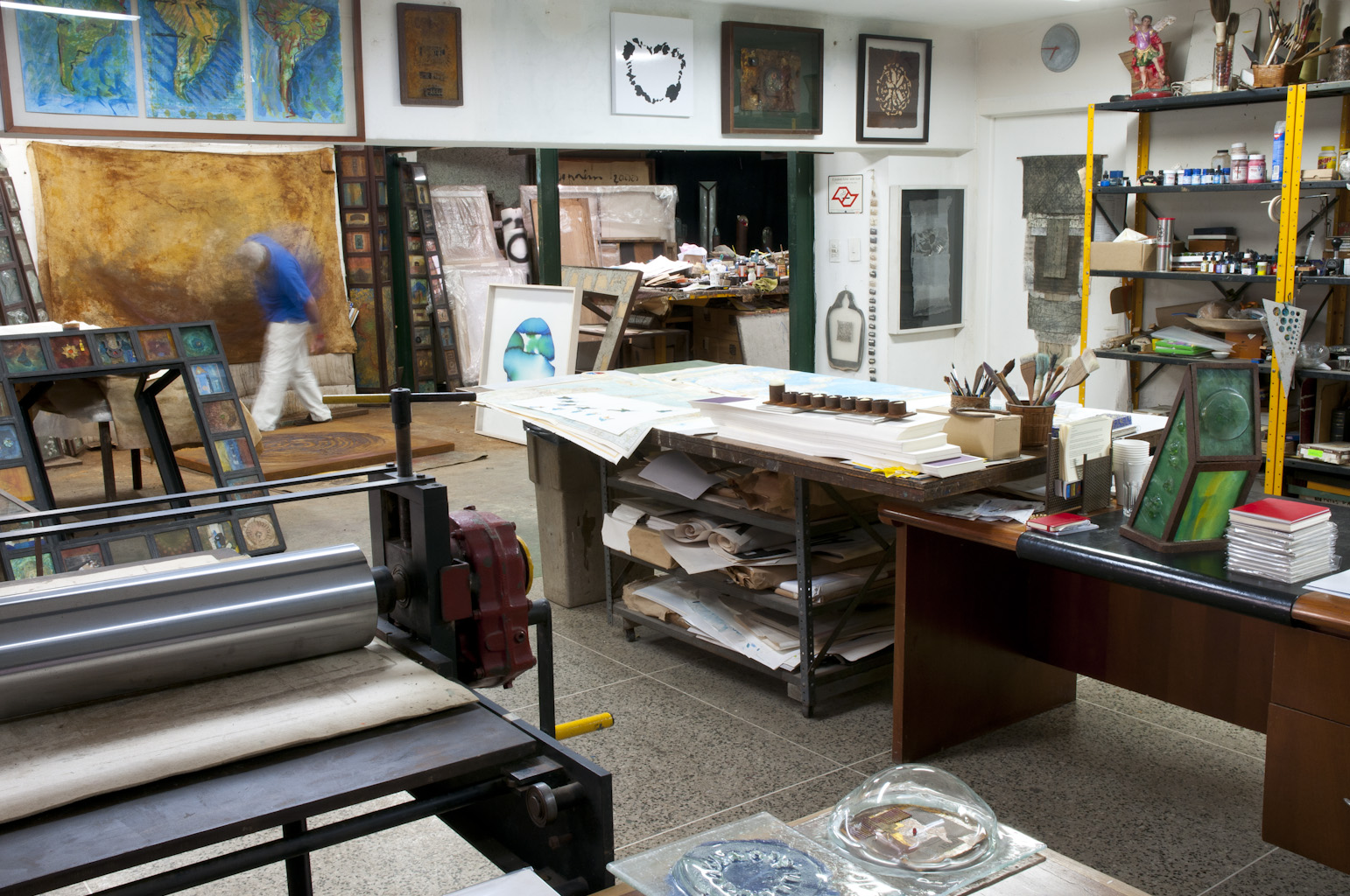
Ricardo Benaim en TallerQuintaPapeles

## TallerQuintaPapeles
Desde 1990 Taller Quinta Papeles es mi espacio creación y divulgación de mis obras. Abierto al desarrollo de talleres pedagógico, teóricos y prácticos, y a la creación y realización de procesos colectivos, tales como, Un Marco por la Tierra, Proyecto Mapa, El Banco Central del Cóndor, 25%, Caracas Horizontal y en este momento, El Arca de los Sueños.

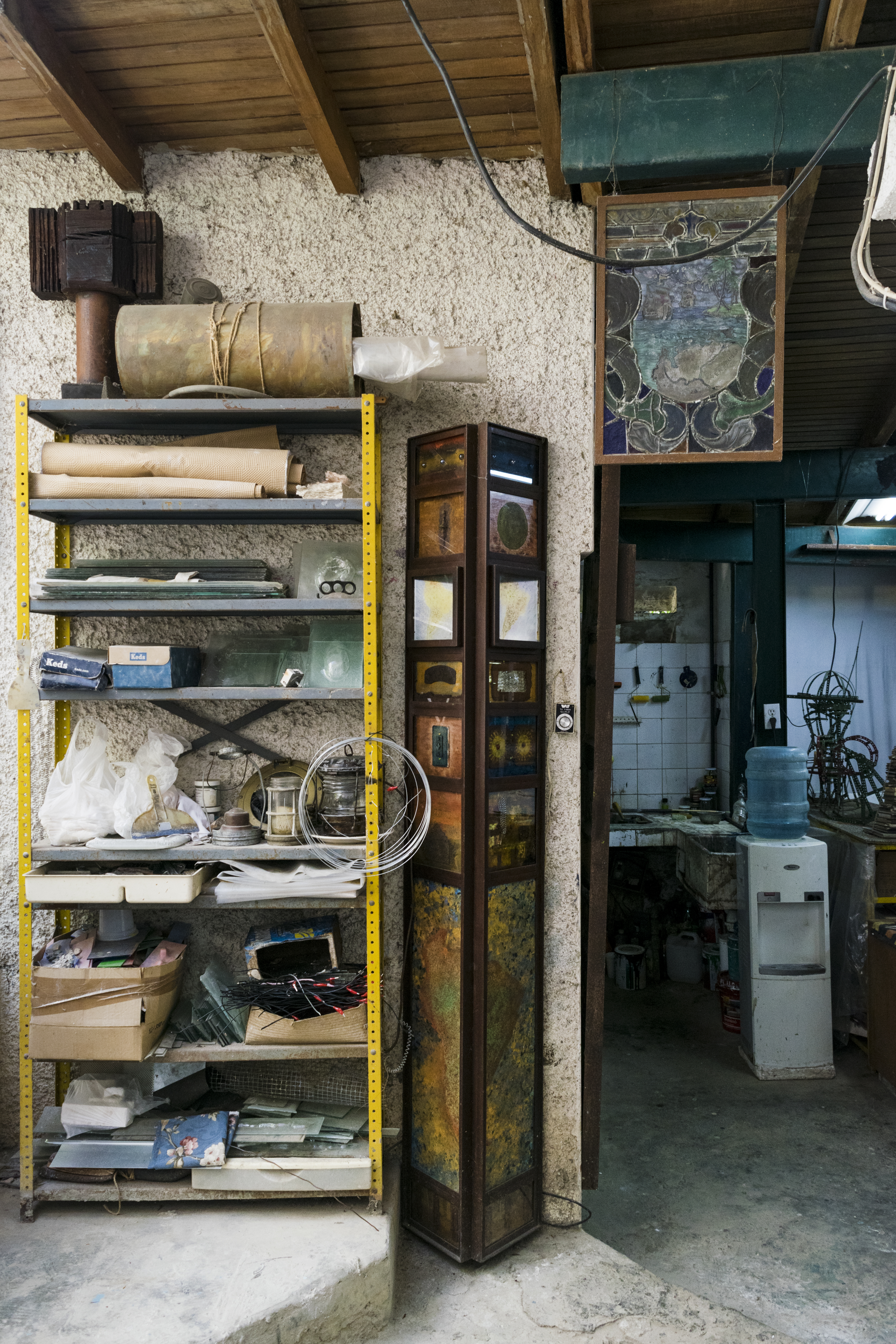
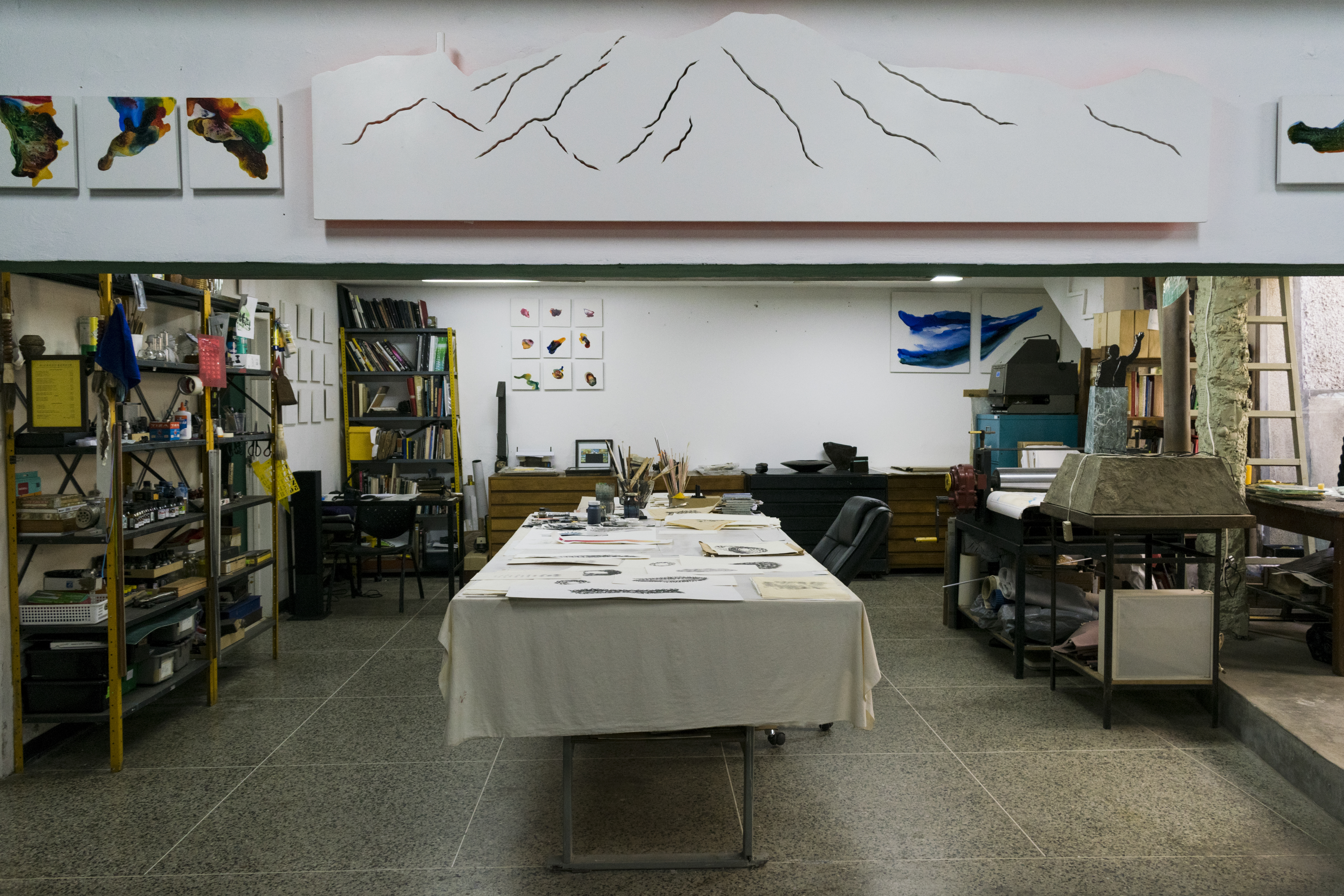
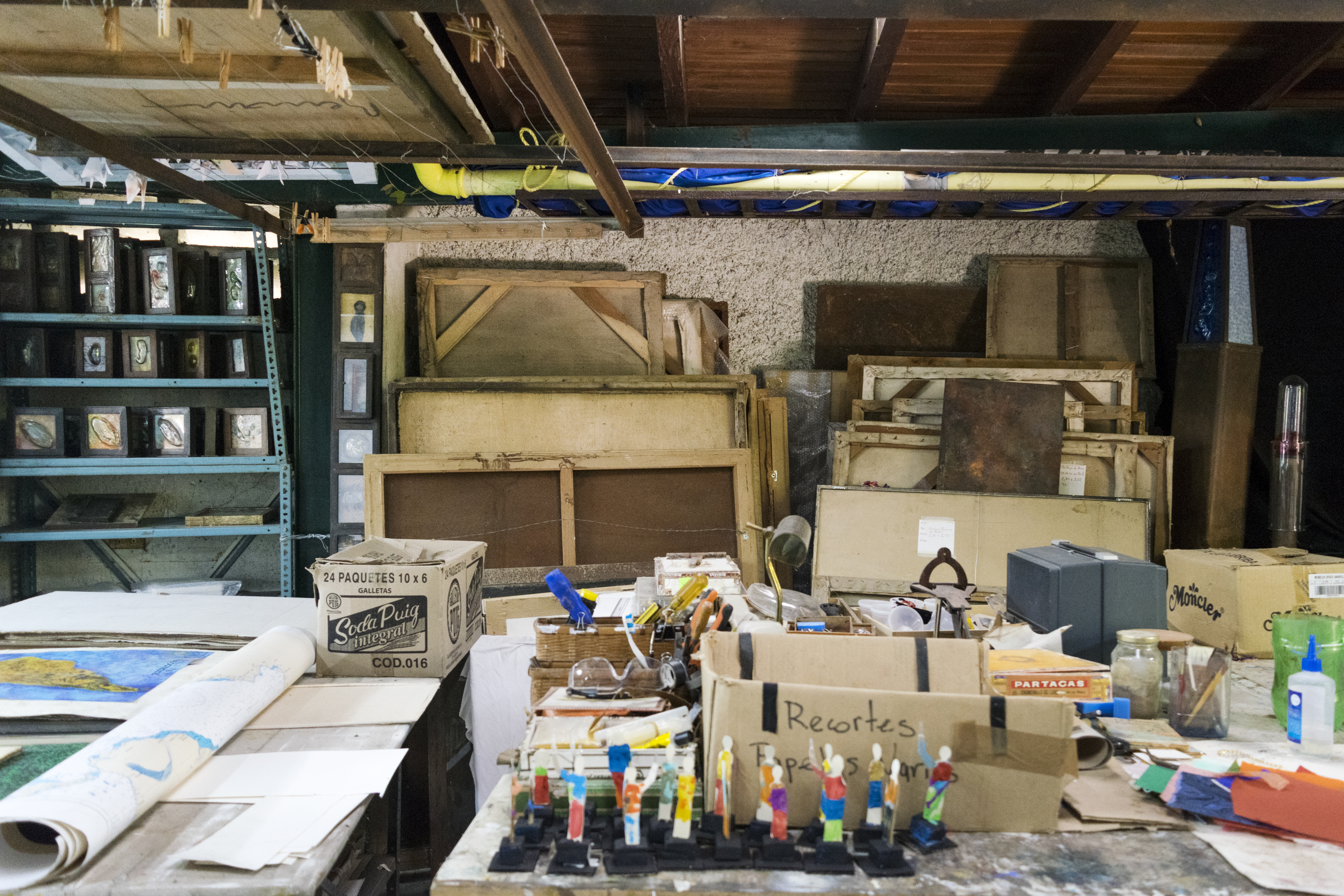
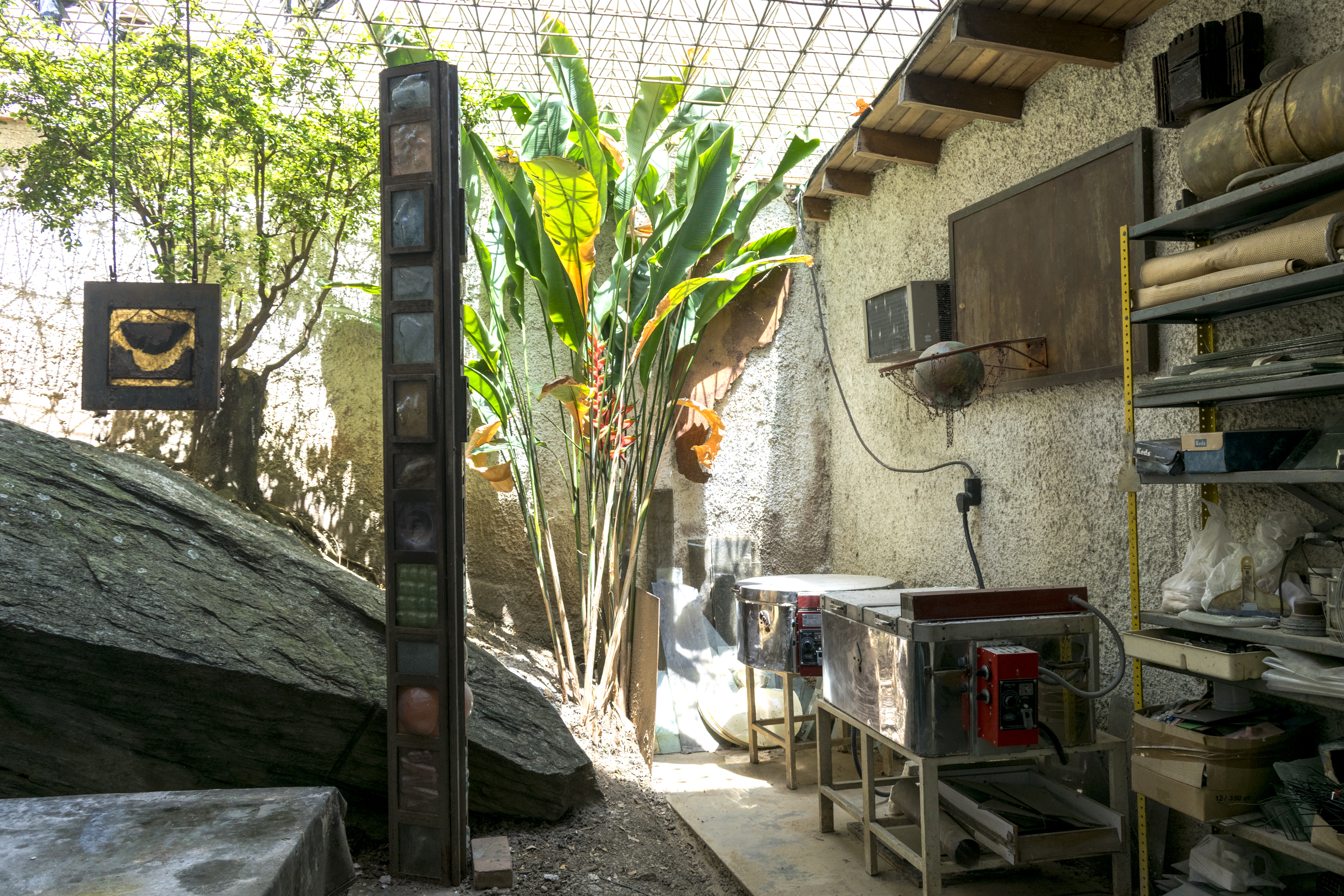

## Proyectos colectivos
Durante su trayectoria Benaim ha creado y gerenciado varios proyectos colectivos en los que ha convocado a creadores plásticos de diversa procedencia; entre ellos: Un marco por la tierra (1992-1999); 25% (1995-1998); Caracas Utópica - Orinoco Utópico (1996-1997); Proyecto MAPA (desde 1996- activo); Banco Central del Cóndor (desde 1999 - activo); Humandala (2012); Caracas Horizontal (desde 2015); Venezuela: Un Banco de Sueños (2019).

### Un marco por la tierra
Un marco por la tierra es un Proyecto de Integración Latinoamericana de arte y ecología, el cual comenzó en 1992, con el incentivo de que la creación artística se involucrara con el agraviante problema ecológico. Reuniendo más de cien artistas latinoamericanos de diversas generaciones y tendencias conformando un verdadero manifiesto plástico que se ha presentado en La Habana, Buenos Aires y Santiago de Chile.
La idea es generada para que cada artista intervenga cada uno un marco de hierro de 40 x 40 cm, dando diferentes imágenes y reflexiones de denuncia, de esperanza, de ironía o de poesía sobre el futuro de nuestro planeta.

### Proyecto MAPA
Proyecto Mapa se desarrolla con la idea de tener un nuevo país sin fronteras. Se Lleva a cabo en 1996 por un grupo de creadores Colombianos y Venezolanos. 
El proyecto se desarrolla en varias etapas, que surgen en los talleres de Arte Dos Gráfico de Bogotá y Quinta Papeles de Caracas, imprimiendo un mapa sin fronteras de Colombia y Venezuela en un solo perímetro, con la intención de convocar y distribuir la cartografía a artistas e intelectuales de los dos países para ser intervenidos y expuestos en diversos museos.
A raíz de la exposiciones y entusiasmo del proyecto, se desarrolla una segunda etapa, que contempla la idea de reunirse todos los artistas con su mapa, para conocerse entre ellos y aún más conocerse a sí mismos, en la Orinoquia colombo-venezolana, el cual denominaron la estrella fluvial del Orinoco, en donde este nuevo país es posible.
Para el 2009 se suma Ecuador a la cartografía, con un centenar de artistas ecuatorianos de diferentes disciplinas y este año se incluirá el perímetro del Perú. El próximo movimiento del  Proyecto será un encuentro en el 2020 en Cuzco,  con los nuevos creadores que se han ido incorporando a lo largo del proceso.
El proceso implica la intervención de todos los países de América del Sur y la celebración de un encuentro en Quito cuando el perímetro del continente esté unificado.

### Banco Central del Cóndor
El Banco Central del Cóndor es un proceso de integración cultural y económico a partir de una moneda utópica común para los países de la región Suramericana. En 1999 se acuñó en bronce para la I Bienal de Lima una moneda única de integración regional para América del Sur.
El Cóndor, como se denomina esta divisa, es la materialización de un proceso de integración latinoamericana que ha venido desarrollando Benaim desde 1992 con diferentes propuestas en el continente: Un Marco por la Tierra 1992-1996 Exposición itinerante de más de 160 creadores visuales latinoamericanos de 10 países en torno a la incidencia del arte en la ecología, presentada en Colombia, cuba, Santiago de Chile, Buenos Aires y en 5 museos de Venezuela y Proyecto MAPA 1996, el cual se mantiene activo, con más de 370 artistas multidisciplinarios de Colombia, Venezuela y Ecuador, donde han inventado un nuevo país sin fronteras, a través  de una hoja de papel impresa en alto relieve de la cartografía del perímetro los tres países sin sus fronteras.
Esta idea se ha presentado en la Bienal de La Habana, Lima, Medellín y Cuenca; con su punto itinerante de cambio del  Banco Central del Cóndor, haciendo transacciones e intercambios entre divisas de los diferente países.
El proceso ha contemplando charlas en diferentes escuelas de economía de universidades en Caracas y Cuenca.